# Bridouxia ponsonbyi
Bridouxia ponsonbyi е вид коремоного от семейство Paludomidae. Видът е почти застрашен от изчезване.

## Разпространение
Разпространен е в Танзания.